# Demanufacture
Albums de Fear Factory
Fear is the Mindkiller (EP)
(1993) Remanufacture - Cloning Technology
(1997)
Singles
1. Replica
Sortie : 1995
2. Dog Day Sunrise
Sortie : 1995

Demanufacture est le nom du deuxième album studio du groupe de metal industriel américain Fear Factory. Cet album est sorti le 13 juin 1995 sous le label Roadrunner Records et a été produit par Colin Richardson. 

## Historique
Il a été enregistré en octobre et novembre 1994 principalement dans les studios Bearsville dans l'État de New York à fin de l'année 1994. des enregistrements complémentaires ont été effectués à Londres dans les studios Whitfield Street Recording.
Il a été composé et enregistré principalement à trois (Burton C. Bell, Dino Cazares, Raymond Herrera). Dino Cazares enregistrera la plupart des parties de basse. Il s'agit du premier album auquel participe le bassiste Christian Olde Wolbers.
De nombreux fans du groupe considèrent cet album comme le meilleur de la discographie de Fear Factory[réf. nécessaire] et il a été reconnu comme étant un classique du metal industriel[réf. nécessaire]. Sur cet album, le groupe se débarrasse de l'influence grindcore (bien que minime) de Soul of a New Machine et préfère également mettre l'accent sur le groove metal et le thrash metal plutôt que sur le death, contrairement au premier album.
Demanufacture atteindra la 26e place au Top Heatseekers du Billboard et la 27e dans les charts britanniques  Il a été certifié disque d'or en Australie et disque d'argent en Angleterre.
Les quatre premiers titres de l'album figurent sur la compilation du groupe intitulée The Best of Fear Factory.

### Thèmes de l'album
Le sujet dominant de l'album est le thème de la guerre entre l'Homme et la Machine. Sujet inspiré, par exemple, du film de science-fiction Terminator, ou du livre de science-fiction La Guerre des mondes.

## Composition du groupe
- Burton C. Bell : chant, claviers
- Dino Cazares : guitares
- Christian Olde Wolbers : basse
- Raymond Herrera : batterie, percussions

Membres additionnels :
- Rhys Fulber : claviers
- Reynor Diego : claviers

## Pistes
- Toutes les musiques sont signées par Dino Cazares et Raymond Herrera, sauf indications.
- Toutes les paroles sont signés par Burton C. Bell, sauf indications.

1. Demanufacture - 4:13
2. Self Bias Resistor (musique: Bell, Cazares, Herrera) - 5:12
3. Zero Signal - 5:57
4. Replica - 3:56
5. New Breed (paroles: Bell & Cazares) - 2:50
6. Dog Day Sunrise (Broadrick, Cochrane, Burroughs & Jurenovski) - 4:45 (Reprise du groupe Head of David)
7. Body-Hammer - 5:05
8. Flashpoint - 2:44
9. Hunter-Killer - 5:18
10. Pisschrist - 5:25
11. A Therapy For Pain - 9:43

### Pistes supplémentaires
1. Your Mistake avec Freddy Cricien (reprise de Agnostic Front) – 1:30
2. ¡Resistancia! – 2:55
3. New Breed (Revolutionary Designed Mix) - 3:00
4. Replica (Electric Sheep Mix) - 3:58

Ces titres proviennent d'une édition limitée de l'album, sortie le 7 novembre 1995. Cette édition digipack a été rééditée en 2003. En tout, il existe quatre éditions digipack de l'album Demanufacture.

## Version de 2005
Il existe une version rééditée de cet album, sortie en 2005, avec des titres supplémentaires et un second disque de remixes de  Demanufacture intitulé Remanufacture - Cloning Technology.

### Titres supplémentaires sur le CD 1
1. Your Mistake (reprise de Agnostic Front) – 1:30
2. ¡Resistancia! – 2:55
3. Concreto - 3:30
4. New Breed (Revolutionary Designed Mix) - 2:59
5. Manic Cure - 5:09
6. Flashpoint (Chosen Few Mix) - 4:09

### CD 2 - Remanufacture
1. Remanufacture - 6:43
2. National Panel Beating - 4:38
3. Genetic Blueprint - 4:23
4. Faithless - 5:25
5. Bionic Chronic - 0:33
6. Cloning Technology - 5:52
7. Burn - 5:06
8. T-1000 - 4:07
9. Machines of Hate - 5:50
10. 21st Century Jesus - 7:19
11. Bound for Forgiveness - 6:02
12. Refinery - 3:02
13. Cyberdyne - 4:28
14. Refueled - 4:37
15. Transgenic - 5:42
16. New Breed (Spoetnik Mix) - 3:52

## Charts & certifications
| Pays                         | Durée du classement | Meilleur classement |
| ---------------------------- | ------------------- | ------------------- |
| Allemagne                    | 9 semaines          | 31e                 |
| États-Unis (Top Heatseekers) | -                   | 26e                 |
| Pays-Bas                     | 9 semaines          | 53e                 |
| Royaume-Uni                  | 2 semaines          | 27e                 |

| Pays        | Certification | Ventes   | Date       |
| ----------- | ------------- | -------- | ---------- |
| Royaume-Uni | Argent        | 60 000 + | 05/05/2006 |
| Australie   | Or            | 35 000 + | -          |

### Charts singles
| Date | Single          | Chart            | durée du classement | Position |
| ---- | --------------- | ---------------- | ------------------- | -------- |
| 1995 | Dog Day Sunrise | UK Singles Chart | 2 semaines          | 85e      |